# Metharpinia coronadoi
Metharpinia coronadoi är en kräftdjursart som beskrevs av J. L. Barnard 1980. Metharpinia coronadoi ingår i släktet Metharpinia och familjen Phoxocephalidae. Inga underarter finns listade i Catalogue of Life.